# Gare de Chilly-Mazarin
La gare de Chilly-Mazarin est une gare ferroviaire française de la commune de Chilly-Mazarin, dans le département de l'Essonne.

## Histoire
Le 1er mai 1883, le trafic de la ligne de Grande Ceinture ouvre aux voyageurs sur la section de Versailles-Chantiers à Savigny-sur-Orge. La gare de Chilly-Mazarin est créée à cette occasion.
Le 15 mai 1939, le trafic voyageurs prend fin sur la section nord de la Grande ceinture comprise entre Versailles-Chantiers et Juvisy. Par contre, il subsiste sur la section sud, entre Juvisy et Versailles via Massy - Palaiseau. La gare de Chilly-Mazarin reste donc ouverte aux voyageurs.
Jusqu'à fin 2023, elle est desservie par les trains de la ligne C du RER.
En 2016, selon les estimations de la SNCF, la fréquentation annuelle de la gare est de 918 000 voyageurs.
Depuis le 9 décembre 2023, cette gare est desservie par la ligne 12 du tramway d'Île-de-France en remplacement de la branche C8 de la ligne C du RER.

### Accueil
Halte ou station SNCF, c'est un point d'arrêt non géré (PANG) à accès libre. Elle dispose de deux quais. Elle est équipée d'abris sur chacun des quais et d'automates pour l'achat et le compostage de titres de transport. C'est une station qui est accessible « en toute autonomie » par les personnes en fauteuil roulant, grâce à des rampes. La traversée des voies se fait au travers d'un passage souterrain et d'ascenseurs.

### Desserte
La gare de Chilly-Mazarin est desservie par des tram-trains de la relation Massy-Palaiseau - Évry-Courcouronnes (ligne T12).

## Correspondances
La gare est desservie par les lignes 297 et 492 du réseau de bus RATP, par la ligne 3755 du réseau de bus de Sénart, par la ligne G du réseau de bus Paris Saclay et, la nuit, par la ligne N123 du réseau de bus Noctilien.

## Galeries de photographies

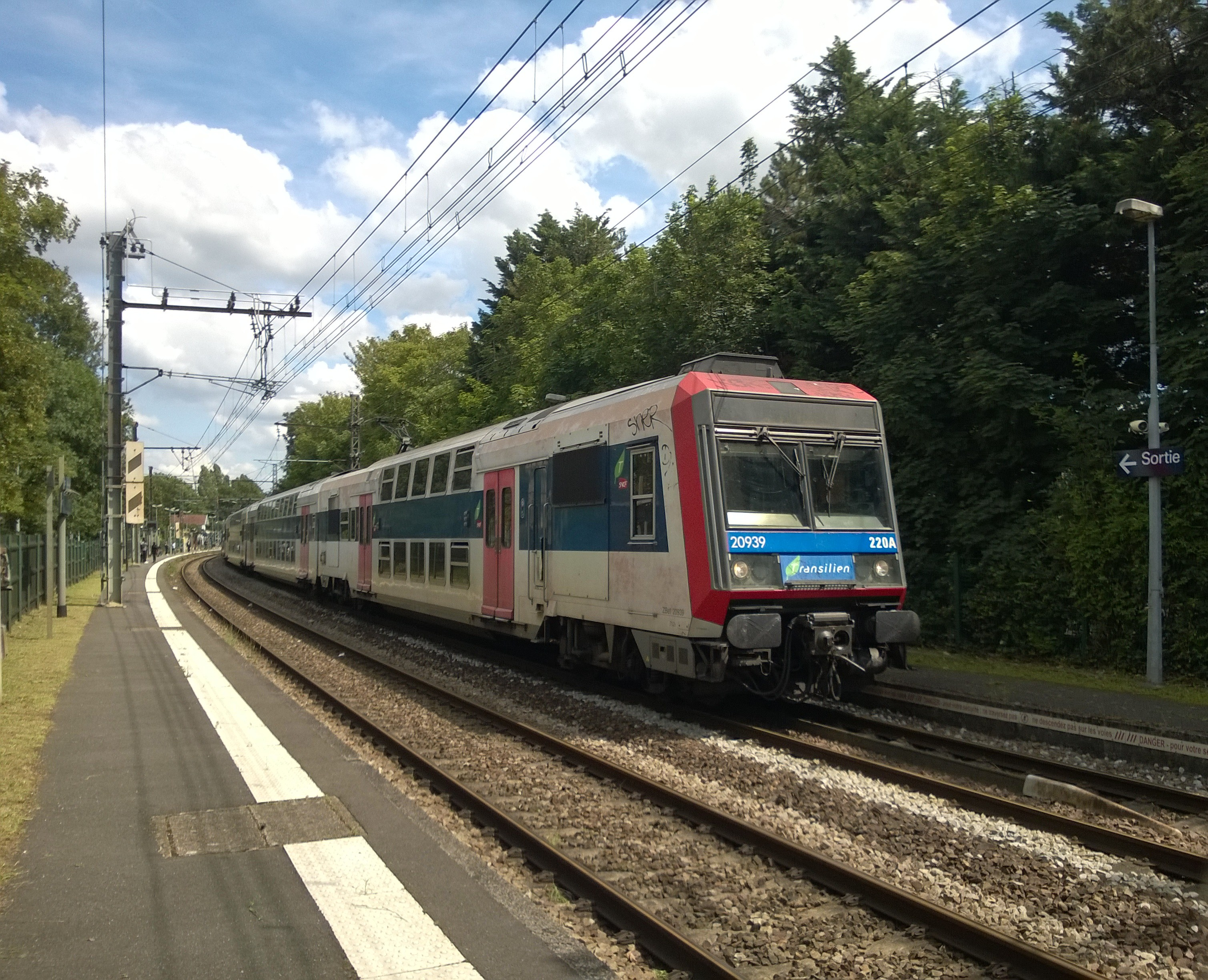
Unité multiple de Z 20900 pour Versailles-Chantiers.
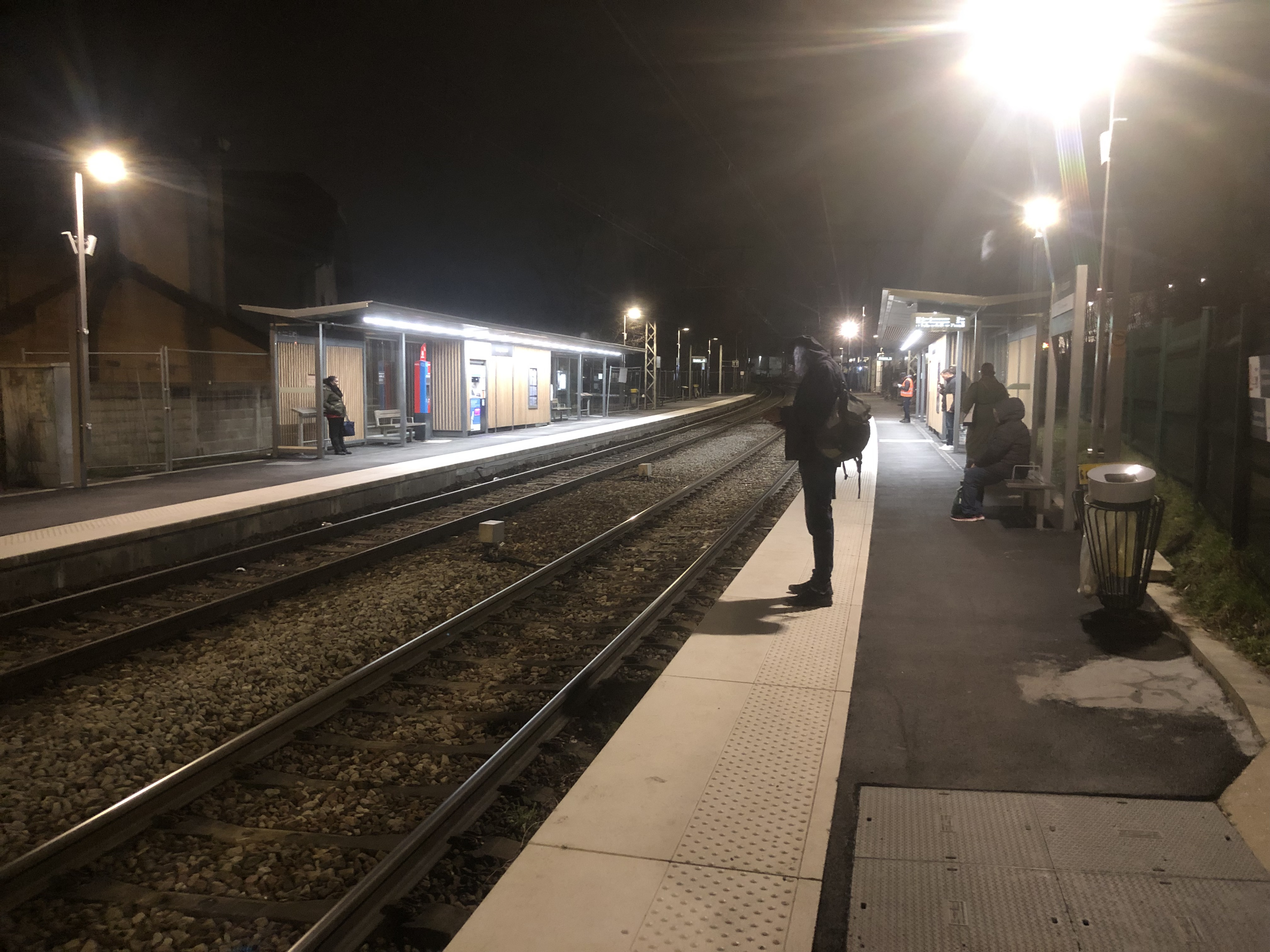
Voies et quais vers Massy.